# Sotirios Kyrgiakos
Sotirios Kyrgiakos (řecky: Σωτήριος Κυργιάκος; * 23. července 1979, Trikala, Řecko) je bývalý řecký fotbalista, který hrál jako střední obránce.
Hrál za řecké kluby, jako Panathinaikos, AEK Atény nebo Agios Nikolaos, dále hrál v Německu za Eintracht Frankfurt a VfL Wolfsburg, v Anglii (Liverpool FC) a Austrálii. Hrál také za reprezentaci. Zúčastnil se Mistrovství Evropy roku 2008 a Mistrovství světa v roce 2010.